# Mesut Özil
Mesut Özil (phát âm tiếng Đức: [ˈmeːzut ˈøːzil], tiếng Thổ Nhĩ Kỳ: [meˈsut œˈzil]; sinh ngày 15 tháng 10 năm 1988) là một cựu cầu thủ bóng đá chuyên nghiệp người Đức thi đấu ở vị trí tiền vệ tấn công.  Özil được biết đến với kỹ năng kỹ thuật, khả năng sáng tạo, kỹ năng chuyền bóng và tầm nhìn. Anh cũng có thể thi đấu như một tiền vệ rộng.
Sinh ra và lớn lên ở Gelsenkirchen, Özil bắt đầu sự nghiệp câu lạc bộ cao cấp của mình khi chơi cho câu lạc bộ quê hương Schalke 04, trước khi ký hợp đồng với Werder Bremen vào năm 2008, ở tuổi 19. Sau khi giành chức vô địch DFB-Pokal trong mùa giải đầu tiên, những màn trình diễn cá nhân của anh ấy đã dẫn đến việc chuyển đến Real Madrid vào năm 2010. Tại đây, anh đã giúp câu lạc bộ giành chức vô địch La Liga, và đứng đầu về số pha kiến tạo trong ba mùa giải liên tiếp. Năm 2013, Özil là chủ đề của một vụ chuyển nhượng kỷ lục câu lạc bộ khi anh ký hợp đồng với Arsenal trong một vụ chuyển nhượng trị giá lên tới 42,5 triệu bảng Anh (50 triệu euro), trở thành cầu thủ người Đức đắt giá nhất từ trước đến nay vào thời điểm đó. Ở Anh, anh ấy đã giành được 3 FA Cup và giúp chấm dứt cơn hạn hán danh hiệu kéo dài 9 năm của Arsenal, đồng thời ghi nhiều đường kiến tạo thứ hai từ trước đến nay (19) trong một mùa giải ở Premier League. Năm 2021, Özil gia nhập Fenerbahçe theo dạng chuyển nhượng tự do. Đến năm 2022, anh gia nhập İstanbul Başakşehir và thi đấu tại đây cho đến khi giã từ sự nghiệp.
Là một cầu thủ quốc tế người Đức, Özil giữ kỷ lục cho các giải thưởng Cầu thủ Đức xuất sắc nhất trong năm (5). Anh có trận ra mắt cấp cao cho đội tuyển quốc gia Đức vào năm 2009 ở tuổi 20 và xuất hiện trong năm giải đấu lớn. Anh là cầu thủ kiến tạo hàng đầu tại FIFA World Cup 2010 và UEFA Euro 2012, nơi anh đã giúp Đức hai lần lọt vào bán kết. Özil đã giúp Đức vô địch FIFA World Cup 2014, nhưng anh đã nghỉ thi đấu quốc tế vào năm 2018 sau khi cáo buộc rằng Liên đoàn bóng đá Đức (DFB) và giới truyền thông Đức phân biệt đối xử và thiếu tôn trọng anh. Sau đó 4 năm, ngày 22 tháng 3 năm 2023, Mesut Özil chính thức giải nghệ sau 18 năm thi đấu chuyên nghiệp.

## Thuở niên thiếu
Mesut Özil sinh ngày 15 tháng 10 năm 1988  tại Gelsenkirchen, North Rhine-Westphalia, là một người con của người nhập cư Thổ Nhĩ Kỳ. Ông nội của ông chuyển đến làm Gastarbeiter từ Zonguldak, Thổ Nhĩ Kỳ đến Đức. Anh đã chơi ở cấp độ trẻ, cho nhiều câu lạc bộ khác nhau ở Gelsenkirchen trong giai đoạn 1995 ~ 2000, trước khi thi đấu năm năm cho Rot-Weiss Essen.

## Sự nghiệp câu lạc bộ

### Schalke 04
Ozil bắt đầu sự nghiệp ở cấp độ trẻ khi chơi cho nhiều câu lạc bộ khác nhau ở Gelsenkirchen và có năm năm thi đấu ở Rot-Weiss Essen.
Năm 2005, anh chuyển tới đội trẻ của Schalke 04. Trận ra mắt của anh trong màu áo Schalke 04 là ở trận gặp Eintracht Frankfurt vào ngày 12 tháng 8 năm 2006. Trận đầu tiên anh ra sân ngay từ đầu cho Schalke 04 vào ngày 17 tháng 9 năm 2006 trong trận thua 2-0 trước Hertha BSC Berlin. Trận ra mắt của anh ở cúp châu Âu cho Schalke là vào ngày 19 tháng 6 năm 2006 ở trận thua 3-1 trước AS Nancy thuộc khuôn khổ cúp UEFA. Anh đá ở vị trí tiền vệ và đeo áo số 17 sau khi chơi ở vị trí của một cầu thủ kiến tạo và tiền vệ tấn công để thay thế cầu thủ bị treo giò Lincoln ở Cúp Liên đoàn bóng đá Đức (Ligapokal) trong trận tiếp Bayer Leverkusen và Bayern München. Sự xuất hiện của Özil tại đội một Schalke đã giúp anh được đánh giá là "cầu thủ lớn trong tương lai", tuy nhiên do những bất đồng với ban huấn luyện câu lạc bộ mà anh đã chuyển đến Werder Bremen vào tháng 1 năm 2008.

### Werder Bremen

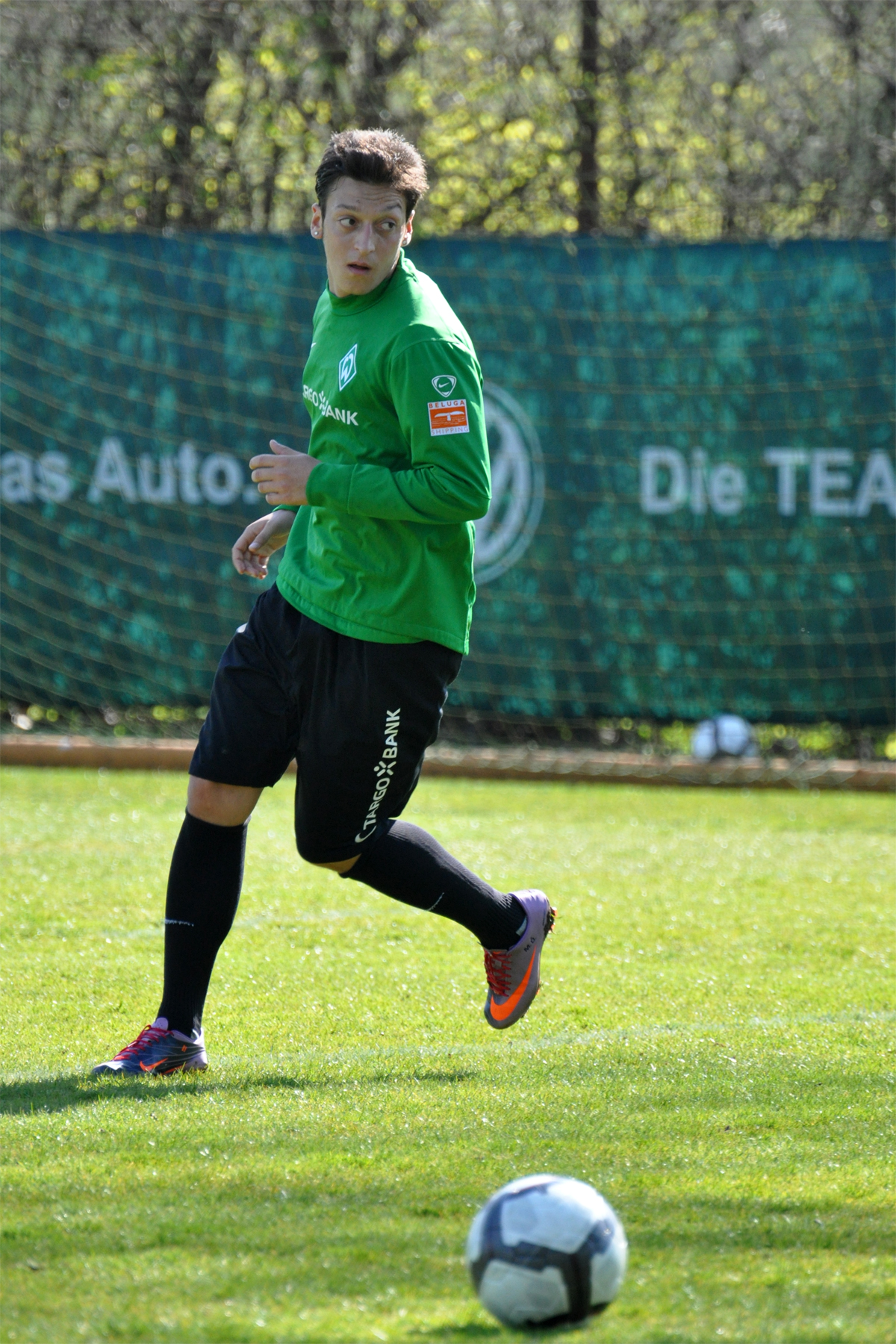
Özil với Werder Bremen năm 2010.

Vào ngày 31 tháng 1 năm 2008, anh ký hợp đồng thi đấu với Werder Bremen có thời hạn đến 31 tháng 7 năm 2011 với phí chuyển nhượng 4,3 triệu €. Ngày 6 tháng 4 năm 2008, anh ghi bàn thắng đầu tiên của mình ở Bundesliga trong trận gặp SC Karlsruher.
Ở mùa giải 2008-09, anh cùng Bremen vô địch DFB-Pokal. Ở trận chung kết với Bayer Leverkusen, anh đã ghi bàn thắng duy nhất của trận đấu. Vào ngày 1 tháng 5 năm 2010 anh đánh dấu trận đấu thứ 100 của mình ở Bundesliga khi gặp chính đội bóng cũ Schalke 04. Ở trận này anh ghi bàn mở tỉ số, góp công vào chiến thắng 2-0 của đội nhà. Ở đấu trường châu Âu, anh cũng đã giúp Werder Bremen vào đến trận chung kết Cúp UEFA nhưng đã để thua đội bóng Ukraina Shakhtar Donetsk. Mặc dù tại Bundesliga 2008–09, Bremen chỉ về đích ở vị trí thứ 10 nhưng Özil cũng đã thể hiện phong độ xuất sắc với ba bàn thắng và 15 đường kiến tạo thành bàn.
Trong mùa giải 2009-10, Bremen xếp hạng ba tại Bundesliga, với 9 bàn thắng và 17 đường kiến tạo thành bàn của Özil. Tháng 7 năm 2010, anh từ chối gia hạn hợp đồng với Bremen và câu lạc bộ buộc phải chuẩn bị bán anh do hợp đồng đã sắp hết hạn.

### Real Madrid

#### 2010–11

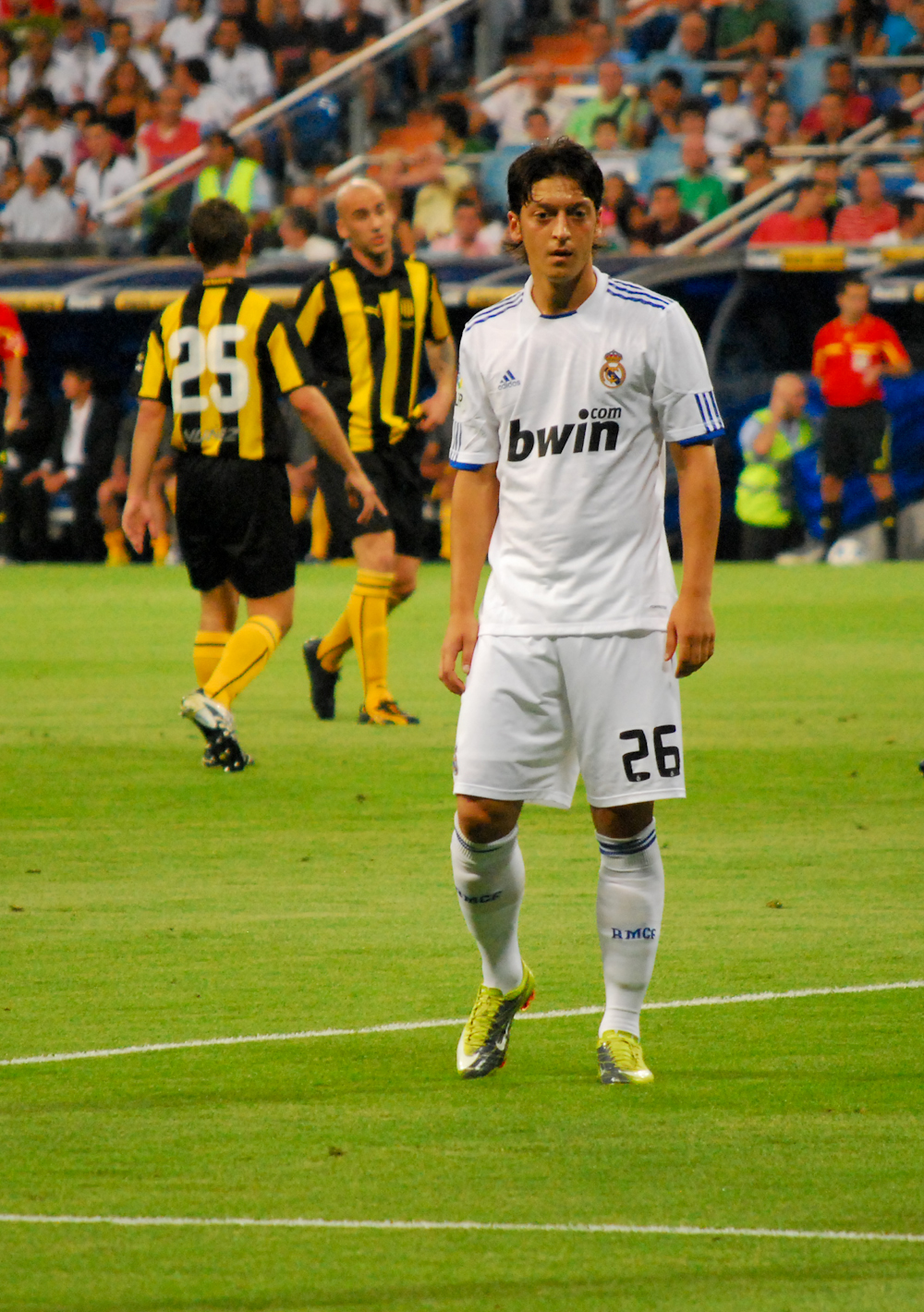
Özil trong màu áo Real Madrid năm 2010.

Ngày 17 tháng 8 năm 2010, câu lạc bộ Werder Bremen thông báo họ đã đạt được thoả thuận với Real Madrid về việc chuyển nhượng Özil. Mức phí chuyển nhượng ước tính là 15 triệu €.
Anh có trận đấu đầu tiên cho Real Madrid trong trận giao hữu thắng Hércules 3-1 ngày 22 tháng 8. Trận đấu đầu tiên của Özil tại La Liga là khi anh được tung vào sân thay cho Ángel di María ở phút 62 trận hoà 0-0 với Mallorca ngày 29 tháng 8. Ngày 15 tháng 9, anh có màn ra mắt tại UEFA Champions League trong chiến thắng 2-0 trước Ajax Amsterdam và có đường chuyền thành bàn cho Gonzalo Higuaín, đường chuyền thành bàn đầu tiên của anh cho Real. Bốn ngày sau, anh ghi bàn ấn định chiến thắng 6-1 trước Racing tại La Liga.

Özil có bàn thắng đầu tiên cho Real trong chiến thắng 6-1 tại La Liga trước Deportivo ngày 3 tháng 10 sau pha đột phá trong vòng cấm rồi dứt điểm bằng chân trái. Ngày 19 tháng 10, anh ghi bàn thắng đầu tiên tại UEFA Champions League với pha lập công ấn định chiến thắng 2-0 trước AC Milan. Ngày 22 tháng 12, anh có trận đấu đầu tiên tại Copa del Rey, ghi được một bàn trong chiến thắng 8-0 trước Levante.

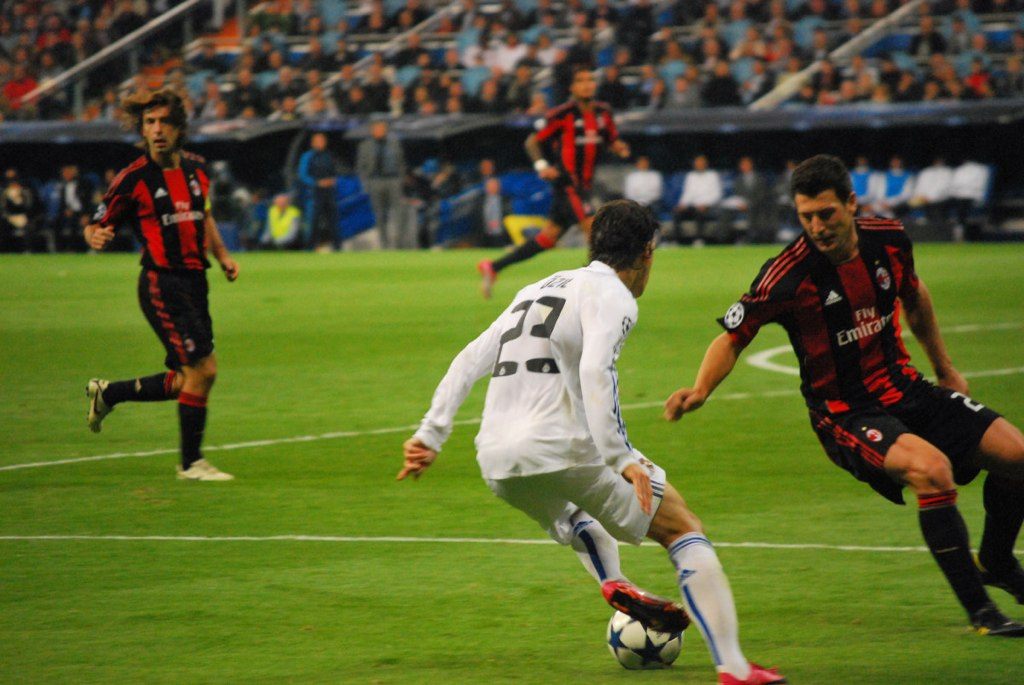
Özil và Daniele Bonera trong trận Real Madrid – Milan, UEFA Champions League 2010–11.

Ngày 6 tháng 3 năm 2011, sau khi có hai đường chuyền thành bàn trong chiến thắng 3-1 trước Racing de Santander, Özil đã được truyền thông quốc tế dành nhiều lời khen ngợi. Anh ghi bàn trong trận đấu derby thành Madrid với Atlético de Madrid hai tuần sau đó. Anh xuất hiện 69 phút trong trận chung kết Cúp Nhà vua Tây Ban Nha 2011, nơi mà Real đã đánh bại Barcelona 1-0 để đăng quang. Kết thúc mùa giải 2010-11, anh có 25 đường chuyền thành bàn, nhiều hơn bất kì một cầu thủ nào khác ở châu Âu trong mùa giải đó. Phong độ của Özil trong mùa giải đầu tiên tại Real Madrid đã giúp anh nhận được sự khen ngợi của khán giả, truyền thông và đồng đội.

#### 2011–12
Özil khoác áo số 10 của Real Madrid từ đầu mùa giải 2011–12, dấu hiệu cho thấy huấn luyện viên người Bồ Đào Nha José Mourinho muốn anh trở thành cầu thủ dẫn dắt lối chơi của đội. Ngày 14 tháng 8 năm 2011, Özil có bàn thắng đầu tiên vào lưới Barcelona trong trận El Clásico lượt đi Supercopa de España 2011. Tuy nhiên trong trận lượt về ba ngày sau đó, anh lại bị đuổi khỏi sân sau pha tranh cãi với tiền đạo David Villa của Barca.

Özil được đưa vào danh sách rút gọn của giải thưởng Quả bóng vàng FIFA năm 2011.

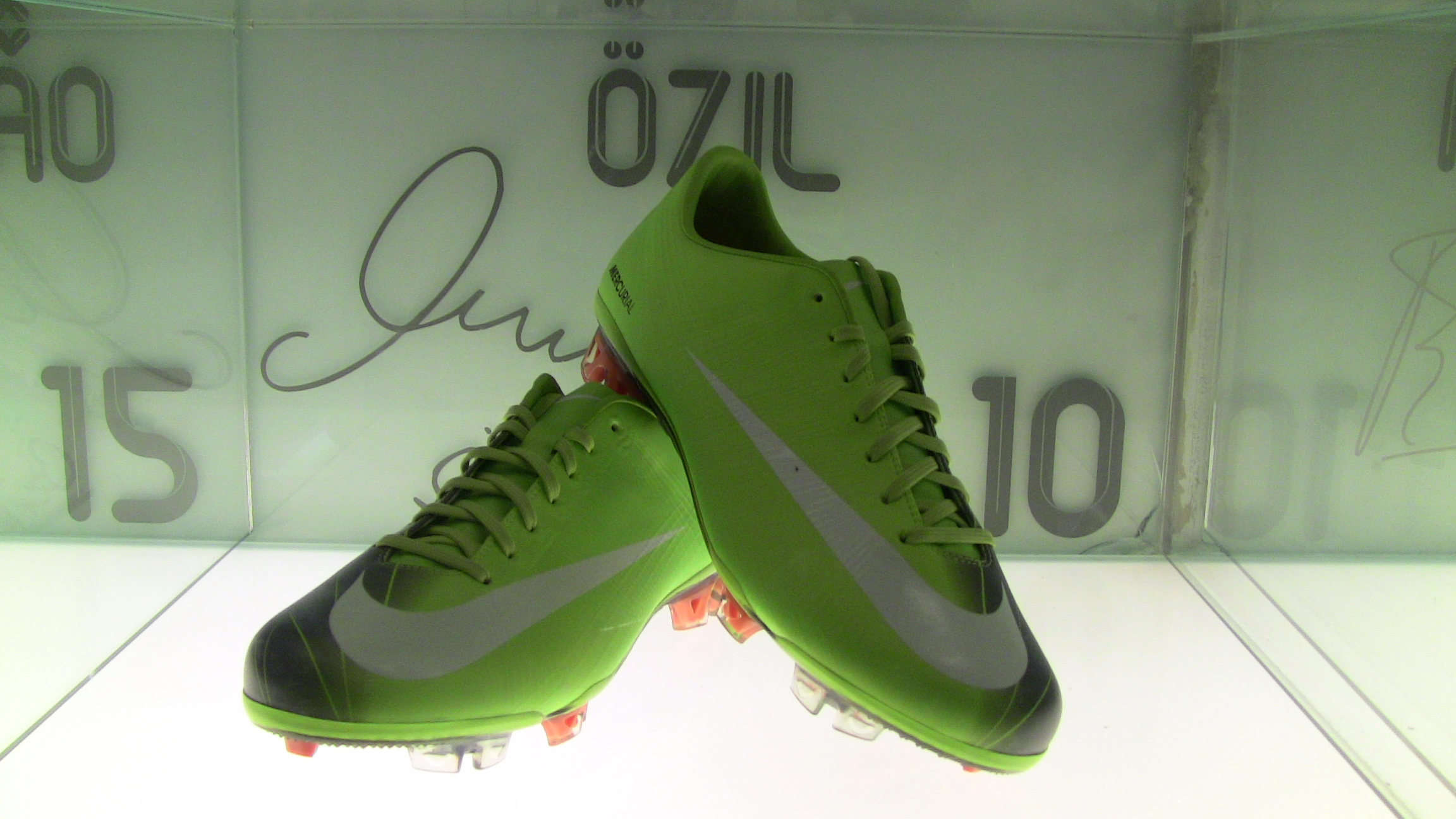
Đôi giày của Özil được trưng bày tại bảo tàng sân vận động Santiago Bernabéu.

Ngày 2 tháng 5 năm 2012, anh đã giúp Real Madrid giành danh hiệu vô địch La Liga lần thứ 32 khi kiến tạo cho bàn mở tỉ số và ghi bàn thắng thứ hai trong chiến thắng 3-0 trước Bilbao. 11 ngày sau, Özil lập cú đúp trong trận đấu cuối cùng của mùa giải với RCD Mallorca, chung cuộc Real thắng 4-1 và cán đích với mốc thành tích 100 điểm. Tại La Liga 2011–12, anh dẫn đầu danh sách kiến thiết thành bàn với 17 lần. Phong độ trong suốt mùa giải giúp anh được đề cử cho giải Cầu thủ xuất sắc nhất châu Âu của UEFA và đứng ở hạng 10, đồng thời cũng trở thành cầu thủ trẻ nhất trong top 10.

#### 2012–13
Vị trí của Özil tại mùa giải 2012-13 bị đe doạ bởi sự xuất hiện của Luka Modrić. Anh có được danh hiệu đầu tiên trong mùa giải là Siêu cúp bóng đá Tây Ban Nha. Ngày 7 tháng 10 năm 2012, anh có đường kiến tạo cho Cristiano Ronaldo ghi bàn thắng gỡ hoà 2-2 trước Barcelona tại Nou Camp. Ngày 6 tháng 11, Özil ghi bàn thắng quan trọng ở phút 89 từ quả đá phạt trực tiếp để đem về một điểm quý giá cho Real trong cuộc đối đầu Borussia Dortmund tại UEFA Champions League. Tại La Liga, ngày 8 tháng 12, anh lập cú đúp giúp Real Madrid đánh bại Real Valladolid 3-2. Tuy nhiên phong độ đi xuống của anh trong đầu mùa giải là nguyên nhân dẫn đến ba thất bại cùng hai trận hòa của Real ở La Liga.
Ngày 20 tháng 4 năm 2013, Özil lập cú đúp trong chiến thắng 3-1 trước Real Betis. Trong hai trận đấu lượt đi và về bán kết UEFA Champions League với Borussia Dortmund, Özil đều đã thể hiện phong độ không tốt mặc dù có một đường chuyền thành bàn cho Karim Benzema. Mặc dù vậy, trong toàn mùa giải, anh có ảnh hưởng lớn lên lối chơi Real thông qua số bàn thắng toàn đội. Theo thống kê vào tháng 3 năm 2013, trong 112 lần Real làm tung lưới đối phương, có đến 83 lần được thực hiện khi Özil có mặt và chỉ 29 bàn được ghi khi anh ngồi ngoài, chiếm không quá 26%.

#### 2013–14
Mâu thuẫn giữa Özil và Real Madrid bắt đầu bùng phát khi đội bóng này từ chối tăng lương cho anh vào ngày 14 tháng 8 năm 2013. Sự xuất hiện và toả sáng của tân binh Isco tại Bernabeu trong ba trận đầu tại La Liga cộng với phong độ mờ nhạt của Özil đã khiến anh không còn nhận được sự tin tưởng của huấn luyện viên Carlo Ancelotti. Cuối cùng Özil đã chuyển đến Arsenal và tiết lộ lý do chính khiến anh ra đi là Ancelotti.
Trong ba năm thi đấu cho Real Madrid, Özil có tổng cộng 159 lần được ra sân với 27 bàn thắng và 85 đường chuyền thành bàn.

### Arsenal

#### 2013-14

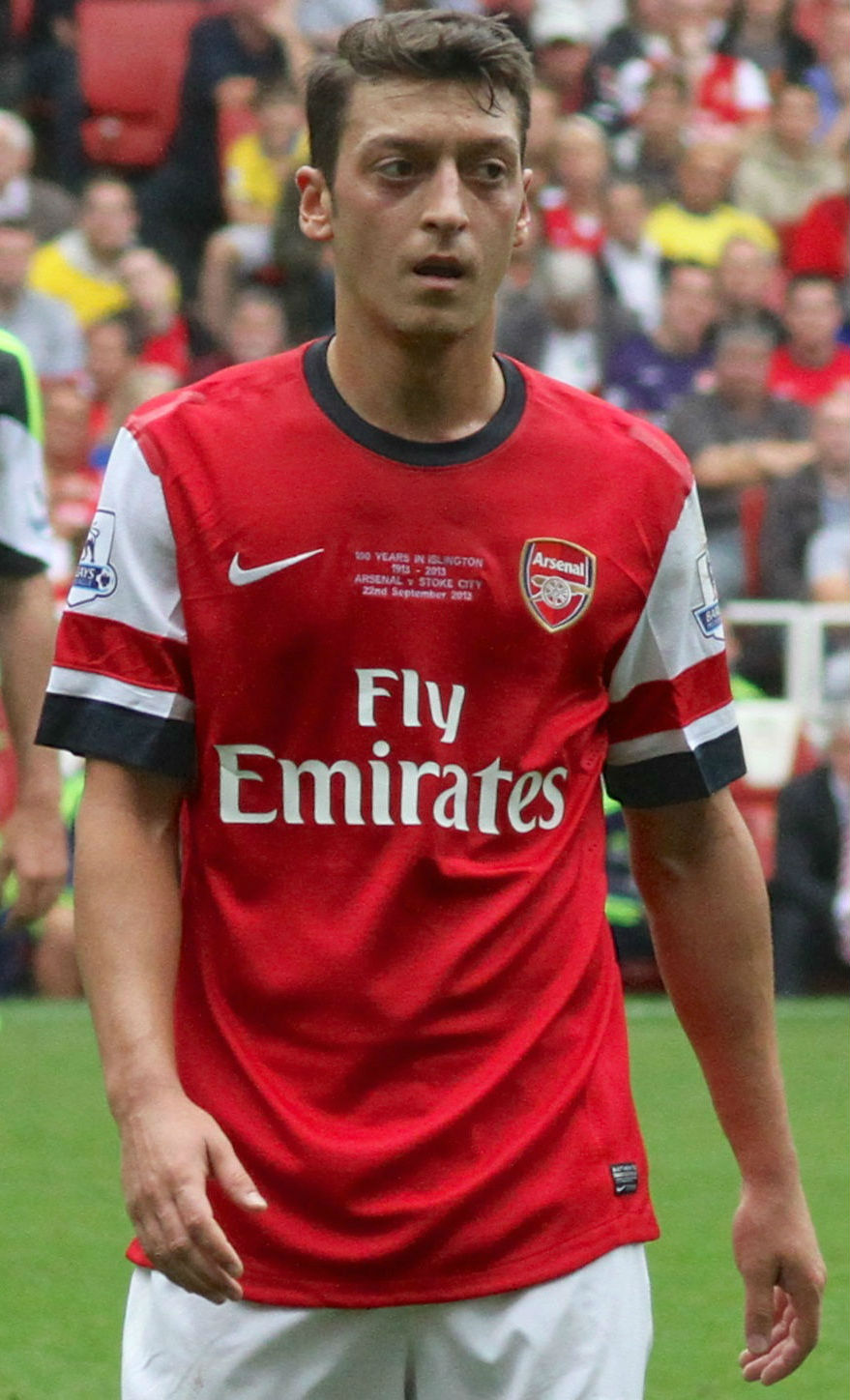
Özil thi đấu cho Arsenal năm 2013.

Ngày 2 tháng 9 năm 2013, ngày cuối cùng của kì chuyển nhượng mùa hè 2013, Özil đã chính thức chuyển đến Anh thi đấu cho Arsenal theo bản hợp đồng có thời hạn 5 năm. Trước đó vài giờ, trong buổi ra mắt tân binh Gareth Bale tại Real, các cổ động viên đội bóng Hoàng gia Tây Ban Nha đã đăng các biểu ngữ "¡Özil no se vende!" ("Özil không phải để bán!") trước mặt chủ tịch Florentino Pérez. Arsenal phải bỏ ra cho thương vụ với Özil 42,5 triệu Bảng, số tiền kỷ lục mà câu lạc bộ này dành cho một cầu thủ (vượt qua kỷ lục cũ 16,5 triệu Bảng của Santi Cazorla). Ngoài ra, anh còn lập một kỷ lục khác khi trở thành cầu thủ người Đức đắt giá nhất trên thị trường chuyển nhượng. Mức lương mà anh hưởng theo hợp đồng trên cũng ước tính là 170.000 Bảng/tuần. Đây cũng là mức lương cao nhất mà một cầu thủ Arsenal từng được hưởng trong lịch sử câu lạc bộ. Anh khoác số 11 tại Arsenal.
Özil có trận đấu đầu tiên cho Arsenal trong chiến thắng 3-1 trước Sunderland ngày 14 tháng 9. Trong trận này, anh là người kiến tạo bàn thắng mở tỉ số trận đấu của Olivier Giroud chỉ sau 11 phút thi đấu. Ba ngày sau đó, anh có trận đấu đầu tiên cho Arsenal tại Champions League gặp Marseille. Trong trận đấu đầu tiên của Özil trên sân nhà Emirates tại Premier League, anh đã góp công trong cả ba bàn thắng vào lưới Stoke City với hai đường kiến tạo và quả đá phạt tạo cơ hội cho Aaron Ramsey ghi bàn. Ngày 2 tháng 10, trong trận đấu với Napoli tại khuôn khổ vòng bảng UEFA Champions League, ngay phút thứ 8, anh đã ghi bàn thắng mở tỉ số từ một cú đệm bóng đẹp mắt, bàn thắng đầu tiên của anh cho Arsenal. Sau đó ở phút 15 anh đã có đường chuyền kiến tạo để Giroud ghi bàn ấn định đem lại chiến thắng 2-0 cho Arsenal. Hai bàn thắng đầu tiên của anh tại Giải Ngoại hạng Anh đến trong chiến thắng 4-1 trước Norwich City ngày 19 tháng 10. Một trong hai bàn thắng có một pha lập công bằng đầu và đó là bàn thắng bằng đầu đầu tiên trong sự nghiệp cầu thủ của Özil.
Ngày 29 tháng 10 năm 2013, Özil có tên trong danh sách để cử rút gọn cho danh hiệu Quả bóng vàng FIFA 2013. Ngày 14 tháng 12 năm 2013, Özil bị người đồng đội Per Mertesacker mắng ngay trên sân cỏ do không chào các cổ động viên Arsenal trước khi rời sân sau trận thua Manchester City 6-3 trên sân Etihad. Sau khi trở về nhà, Özil đã đăng tải lời xin lỗi các cổ động viên trên trang Facebook của mình.
Ngày 28 tháng 1 năm 2014, Özil có pha kiến tạo thứ mười trong mùa giải với đường chuyền cho Santi Cazorla ghi bàn trong trận hòa 2-2 với Southampton. Trong tháng 2, Özil có pha sút hỏng phạt đền trong trận đấu lượt đi vòng 1/16 Champions League với Bayern München, gián tiếp dẫn đến thất bại 0-2 của Arsenal. Ngày 8 tháng 3, anh có bàn thắng đầu tiên trong năm 2014 trong chiến thắng 4-1 trước Everton tại tứ kết Cúp FA. Trong trận lượt về với Bayern München vào ngày 13 tháng 3, anh đã gặp phải chấn thương gân kheo và bị thay ra giữa trận, buộc phải nghỉ thi đấu một tháng và vắng mặt trong các trận đấu quan trọng với Chelsea và Manchester City.
Özil chính thức trở lại vào ngày 20 tháng 4 trong chiến thắng 3-0 trước Hull City tại Giải Ngoại hạng. Sau đó một tuần anh có một bàn thắng và một pha kiến tạo cho Olivier Giroud trong trận thắng Newcastle United 3-0.
Özil vào sân từ hiệp hai trong trận chung kết Cúp FA 2014 trên sân vận động Wembley và chung cuộc Arsenal đã giành thắng lợi 3-2 trước Hull City để có được danh hiệu đầu tiên sau 9 năm trắng tay ở mọi giải đấu.

#### 2014-15
Özil có trận đấu đầu tiên trong mùa giải 2014-15 trong trận hòa 2-2 với Everton tại sân Goodison Park vào ngày 23 tháng 8. Ngày 20 tháng 9, anh có một bàn thắng và một đường chuyền thành bàn cho Danny Welbeck giúp Arsenal thắng Aston Villa 3-0 trên sân Villa Park. Trong trận đấu đầu tiên của Arsenal tại vòng bảng UEFA Champions League 2014-15 với Borussia Dortmund, anh đã có màn trình diễn yếu kém và bị đánh giá là cầu thủ có điểm số thấp nhất trận, nhưng đến trận đấu thứ hai trước Galatasaray, anh kiến tạo cho Alexis Sánchez ghi bàn trong chiến thắng 4-1. Ngày 8 tháng 10, Liên đoàn bóng đá Đức thông báo Özil phải nghỉ thi đấu từ 10 đến 12 tuần do chấn thương đầu gối trái gặp phải trong trận thua 2–0 trước Chelsea.
Özil có trận đấu chính thức trở lại vào ngày 11 tháng 1 năm 2015 khi anh vào sân ở phút thứ 73 trận thắng 3-0 trước Stoke City. Hai tuần sau, anh ghi bàn thắng thứ hai cho Arsenal trong trận thắng 3-2 trước Brighton & Hove Albion ở vòng 4 Cúp FA. Trong lần được ra sân chính thức đầu tiên tại Giải ngoại hạng Anh trong năm 2015, Özil có một pha lập công và một pha kiến tạo cho Olivier Giroud trong chiến thắng Aston Villa 5–0 vào ngày 1 tháng 2. Một tuần sau, anh mở tỉ số cho "Các pháo thủ" trong trận Derby Bắc Luân Đôn với Tottenham Hotspur tại White Hart Lane nhưng sau đó đối thủ đã lội ngược dòng thắng lại 2-1.
Tại vòng đấu loại trực tiếp Champions League, Özil thi đấu không thành công ở cả hai lượt trận đi về với AS Monaco và chung cuộc Arsenal bị loại vì luật bàn thắng trên sân khách. Trong trận lượt về, người hâm mộ Arsenal đã chỉ trích anh rất nhiều hành vi đổi áo đấu với cầu thủ Geoffrey Kondogbia của Monaco ngay khi hiệp một vừa kết thúc. Vào ngày 4 tháng 4, anh đã ghi bàn thắng thứ hai của Arsenal trong chiến thắng 4–1 trước Liverpool. Anh tiếp tục góp mặt trong trận chung kết Cúp FA lần thứ hai liên tiếp của Các Pháo Thủ và có được danh hiệu thứ hai cùng đội bóng nước Anh sau chiến thắng 4-0 trước Aston Villa.

#### 2015-16

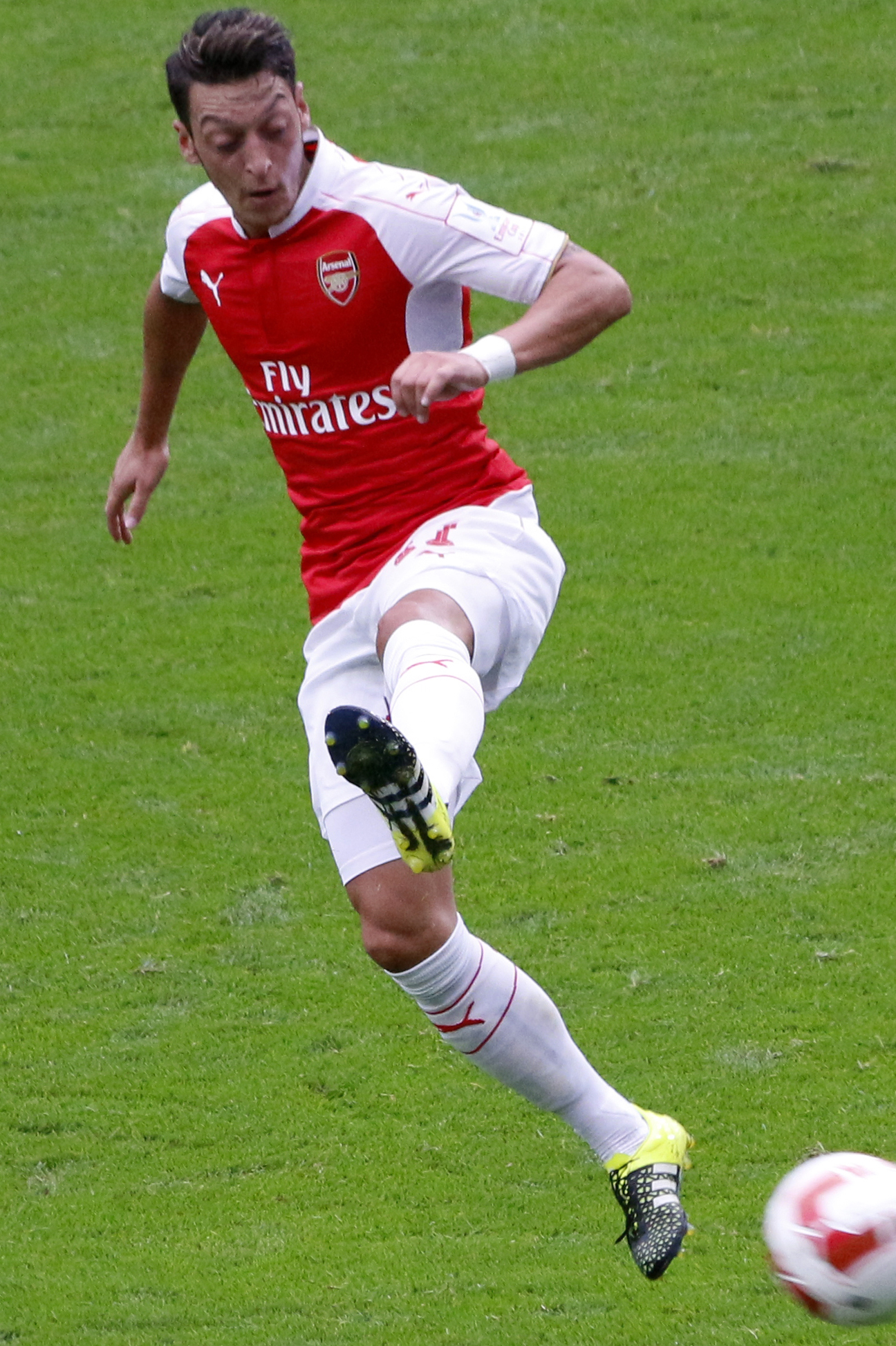
Özil thi đấu cho Arsenal năm 2015.

Ngày 2 tháng 8 năm 2015, Özil có được danh hiệu đầu tiên ngay đầu mùa giải sau chiến thắng 1-0 trước Chelsea tại Siêu cúp Anh 2015. Ngày 4 tháng 10, anh có được bàn thắng đầu tiên trong mùa giải 2015-16 trong chiến thắng 3-0 trước Manchester United. Trong trận này anh còn có pha kiến tạo cho Alexis Sánchez mở tỉ số. Hai tuần sau, anh có hai pha kiến tạo cho Sánchez và Olivier Giroud, giúp Arsenal thắng Watford's 3-0. Ngày 20 tháng 10, Özil ghi bàn đầu tiên tại đấu trường UEFA Champions League 2015–16 trong trận đấu với Bayern München.
Ngày 8 tháng 11 năm 2015, anh thiết lập một kỷ lục mới tại Premier League khi là cầu thủ đầu tiên kiến tạo thành bàn trong sáu trận đấu liên tiếp sau khi giúp Kieran Gibbs ghi bàn trong trận hòa 1–1 với Tottenham Hotspur. Ngày 28 tháng 12, Özil có một pha kiến tạo và một bàn thắng trong trận thắng Bournemouth 2-0, ngoài ra còn có chín đường chuyền tạo cơ hội ghi bàn trong suốt trận. Ngày 24 tháng 1 năm 2016, Özil có trận đấu thứ 100 cho Pháo thủ (Gunners) trong trận đấu với Chelsea tại Premier League nhưng đội bóng của anh đã thua 1-0. Ở trận đấu tại vòng đấu kế tiếp với Southampton, Özil tạo ra 10 cơ hội ghi bàn trong một trận, nhiều hơn bất kỳ cầu thủ nào tại Premier League trong mùa giải nhưng các đồng đội của anh đều không tận dụng thành công và trận đấu kết thúc với tỉ số 0-0.
Ngày 7 tháng 2, anh ghi bàn mở tỉ số trong chiến thắng 2-0 trước Bournemouth. Özil có pha kiến tạo thứ 17 trong mùa giải để giúp Danny Welbeck ấn định chiến thắng 2-1 trước đội đầu bảng Leicester City một tuân sau đó. Vào cuối tháng 2, anh có một pha kiến tạo và một bàn thắng trong trận đấu với Manchester United tại Old Trafford nhưng đã không thể giúp Arsenal tránh khỏi trận thua 3-2.
Ngày 15 tháng 5, Özil kiến tạo cho Olivier Giroud trong chiến thắng 4-0 của Arsenal trước Aston Villa tại lượt trận cuối cùng Premier League 2015-16. Đây là lần kiến tạo thứ 19 của Özil trong mùa giải, thành tích chỉ đứng sau kỷ lục 20 lần kiến tạo trong một mùa giải Premier League của Thierry Henry lập trong mùa giải 2002-03. Cộng với 8 bàn thắng trên mọi đấu trường, Özil được các cổ động viên bình chọn là Cầu thủ xuất sắc nhất mùa giải của Arsenal.

#### 2016-17
Özil có trận đấu và pha lập công đầu tiên trong mùa giải 2016-17 trong chiến thắng 3-1 trước Watford. Ngày 19 tháng 10 năm 2016 trong trận đấu vòng bảng Champions League với đội bóng của Bulgaria là Ludogorets Razgrad, Özil đã có được hat-trick đầu tiên trong sự nghiệp giúp Arsenal giành thắng lợi 6-0.

#### 2017–18
Ngày 31 tháng 1 năm 2018, Özil ký hợp đồng mới với Arsenal có thời hạn đến năm 2021 và giúp anh trở thành cầu thủ hưởng lương cao nhất lịch sử câu lạc bộ với 350.000 £ mỗi tuần. Ngày 11 tháng 3 năm 2018, anh có đường chuyền thành bàn thứ 50 tại Premier League trong trận thắng 3–0 trước Watford và anh đã trở thành cầu thủ đạt đến cột mốc 50 đường chuyền thành bàn nhanh nhất lịch sử giải đấu, chỉ sau 141 trận, vượt thành tích cũ 143 trận của Eric Cantona.

## Sự nghiệp quốc tế
Özil đã phát biểu với tạp chí bóng đá FourFourTwo về lựa chọn thi đấu cho đội tuyển Đức: "Tôi thuộc thế hệ thứ ba tại Đức, cha tôi đã lớn lên tại đây. Thổ Nhĩ Kỳ luôn mang ý nghĩa đặc biệt với tôi nhưng tôi khẳng định mình không sai lầm khi chọn đội tuyển Đức. Tôi cũng đã bắt đầu thi đấu cho các đội tuyển trẻ của Đức."
Vào tháng 9 năm 2006, Özil được gọi cho đội tuyển U-17 Đức. Özil là thành viên của đội U-21 Đức từ năm 2007, ghi 4 bàn qua 11 trận đấu. Vào ngày 5 tháng 2 năm 2009, anh được gọi tập trung cho đội tuyển quốc gia Đức bởi huấn luyện viên Joachim Löw. Ngày 11 tháng 2 năm 2009, anh có trận ra mắt trong màu áo đội tuyển tiếp Na Uy, trận này Đức thua 1-0.
Năm 2009, Özil là mắt xích chủ chốt trong thành phần đội tuyển U-21 Đức vô địch giải vô địch châu Âu lứa tuổi U-21. Vào ngày 29 tháng 6 năm 2009, anh đã ghi bàn trong trận thắng 4-0 ở trận chung kết Giải vô địch bóng đá U-21 châu Âu 2009 trước đội tuyển U-21 Anh.

### World Cup 2010

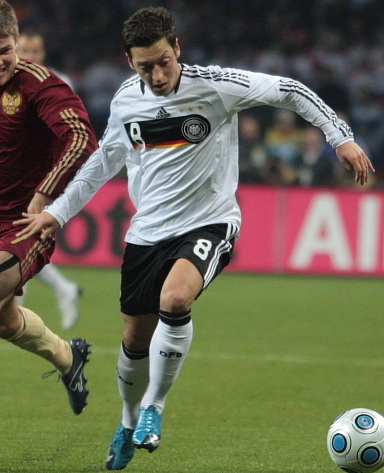
Özil thi đấu cho Đức năm 2009.

Ở vòng loại World Cup 2010, trong trận gặp đội tuyển Nga, chính anh là người đã kiến tạo cơ hội để tiền đạo Miroslav Klose ghi bàn thắng duy nhất của trận đấu. Ngày 7 tháng 9 năm 2009, anh có bàn thắng đầu tiên trong màu áo đội tuyển Đức với bàn ấn định tỉ số 2-0 trong trận giao hữu với Nam Phi tại sân BayArena, Leverkusen. Anh cũng được triệu tập vào đội tuyển bóng đá quốc gia Đức tham dự World Cup 2010. Với sự vắng mặt của đội trưởng Michael Ballack, Özil được kì vọng sẽ là hạt nhân trong đội hình đội tuyển.
Ở trận đầu tiên gặp Úc, dù không ghi bàn song Özil đã chơi rất tốt và kiến tạo hai tình huống ghi bàn của Lukas Podolski và Cacau. Ở trận đấu thứ hai gặp Serbia, trước một đối thủ mạnh hơn, Özil đã chơi không đúng sức và bị thay ra ở hiệp hai để nhường chỗ cho Cacau, trận này Đức thua 1-0.
Trong trận đấu cuối cùng tại vòng bảng với Ghana, Özil đã ghi bàn thắng duy nhất của trận đấu với cú sút xa bằng chân trái, bóng đi thẳng vào góc cao đánh bại thủ thành Richard Kingson. Anh đã được FIFA bầu chọn làm cầu thủ xuất sắc nhất trận đấu. Ngày 27 tháng 6, trong trận đấu vòng hai với đội tuyển Anh, Özil tuy không trực tiếp ghi bàn nhưng đã tham gia đóng góp vào bàn thắng thứ hai và có đường chuyền quyết định cho Thomas Müller ấn định tỉ số 4-1. Sau đó, đội tuyển Đức đã để thua Tây Ban Nha ở bán kết và chung cuộc giành huy chương đồng sau khi đánh bại Uruguay. Kết thúc giải đấu, Özil đã lọt vào danh sách 10 ứng cử viên cho danh hiệu "Quả bóng vàng" dành cho Cầu thủ xuất sắc nhất World Cup 2010.

### Euro 2012
Özil là cầu thủ chủ chốt của đội tuyển Đức tại Vòng loại Euro 2012 với 5 bàn thắng và đội tuyển nước này kết thúc vòng loại với cả 10 trận toàn thắng. Anh còn đóng góp 7 pha kiến tạo thành bàn, nhiều hơn bất kì một cầu thủ nào khác tại vòng loại Euro 2012. Ngày 29 tháng 2 năm 2012, Özil trở thành cầu thủ xuất sắc nhất nước Đức năm 2011 trước khi trận giao hữu với Pháp tại Bremen bắt đầu.
Tại Euro 2012, anh trở thành cầu thủ xuất sắc nhất trận trong trận đấu vòng bảng với Bồ Đào Nha và tại tứ kết với Hy Lạp. Tại giải đấu này anh có pha lập công duy nhất trong trận thua Ý 2-1 ở bán kết. Sau khi giải đấu kết thúc, Ủy ban kỹ thuật của UEFA chọn Özil vào danh sách 23 cầu thủ tiêu biểu của giải. Phong độ của anh tại Euro 2012 và trong màu áo Real Madrid đã giúp anh tiếp tục được người hâm mộ Đức bình chọn là Cầu thủ Đức xuất sắc nhất năm 2012.

### World Cup 2014

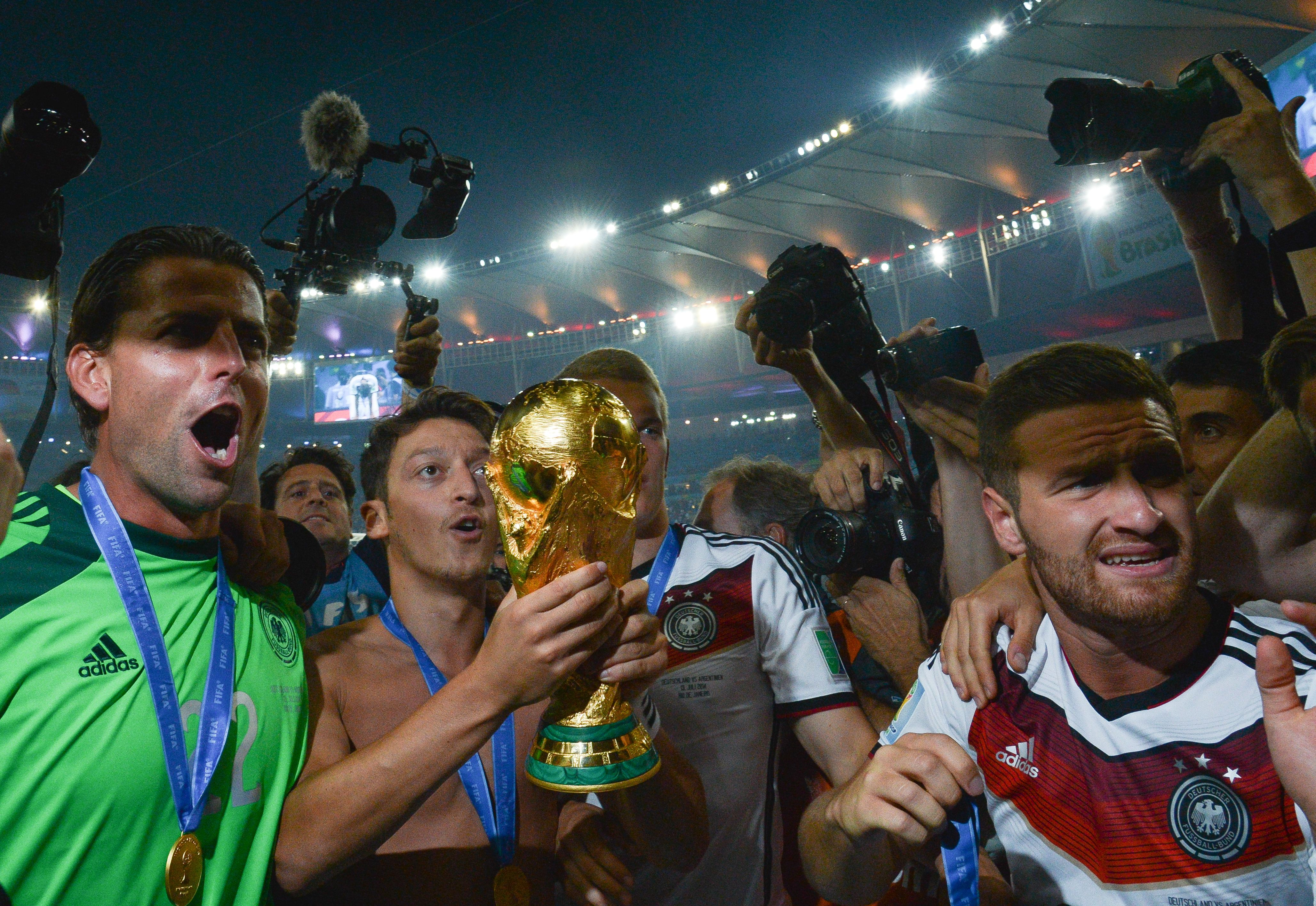
Özil đang giữ cúp vàng sau trận chung kết FIFA World Cup 2014.

Özil kết thúc chiến dịch vòng loại FIFA World Cup 2014 với tư cách là cầu thủ ghi nhiều bàn thắng nhất cho đội tuyển Đức với 8 bàn thắng.
Sau chấn thương của Marco Reus trong một trận đấu khởi động, Özil được chuyển từ vai trò số 10 thông thường sang vị trí tiền vệ cánh trái trong phần lớn thời gian của giải đấu. Anh đá chính tất cả bảy trận đấu tại FIFA World Cup 2014 của Đức, và giúp Đức làm nên lịch sử khi trở thành đội châu Âu đầu tiên vô địch World Cup ở Nam Mỹ. Özil ghi được bàn thắng quyết định ở phút thứ 119 của 2-1 của Đức vòng 16 chiến thắng trước Algérie, một trận đấu được đánh giá cao là một trong những nhất giải trí của giải đấu. Özil sau đó cung cấp một đường kiến tạo cho Sami Khedira trong chiến thắng 7–1 ở bán kết của Đức trước Brazil. Özil kiến tạo, với một đường chuyền thông minh, nâng tỷ số lên 5–0 cho Đức chỉ sau 29 phút. Tính chất gây sốc của trận đấu liên tiếp 5 bàn thắng đã tạo ra sự kinh ngạc trên toàn thế giới.
Trong trận chung kết , Özil chơi 120 phút trước khi bị thay thế bởi đồng đội Per Mertesacker ở Arsenal. Đức đã lên ngôi vô địch Thế giới với chiến thắng 1–0. Sau khi chiếc cúp được trao cho đội tuyển Đức, Chủ tịch UEFA Michel Platini đã xin Özil chiếc áo thi đấu của anh ấy làm kỷ niệm, và Özil đã chấp nhận. Anh kết thúc giải đấu với tư cách là người dẫn đầu về số đường chuyền hoàn thành ở 1/3 chung cuộc (171), được xếp thứ hai về số cơ hội được tạo ra (17), chỉ sau Lionel Messi (23) và xếp thứ hai về số lần sở hữu giành được trong phần ba cuối cùng (6).

### Euro 2016
Özil là một trong 23 cầu thủ Đức được triệu tập tham dự Euro 2016 tại Pháp. Ngày 12 tháng 6, trong trận mở màn của Đức tại giải đấu với Ukraine, anh là người có đường chuyền để Bastian Schweinsteiger ấn định tỉ số 2-0 của trận đấu. Đến trận đấu cuối cùng của vòng bảng với Bắc Ireland, Özil đạt tỷ lệ chuyền bóng chính xác 67/68 đường chuyền, tạo ra 6 cơ hội cho đồng đội và có 3 pha qua người và được UEFA chọn là Cầu thủ xuất sắc nhất trận đấu.
Özil trở thành cầu thủ Đức đầu tiên thực hiện phạt đền không thành công trong lịch sử các vòng chung kết Euro (không tính loạt sút luân lưu) ở trận đấu vòng 1/16 với Slovakia. Ngày 2 tháng 7, anh là người ghi bàn mở tỉ số trong trận tứ kết với Ý nhưng sau đó Leonardo Bonucci đã ghi bàn gỡ hòa khiến trận đấu phải đi vào loạt sút luân lưu. Trong loạt sút này, Özil đã sút hỏng lượt của mình nhưng chung cuộc Đức vẫn vào bán kết với tỉ số luân lưu 6-5. Tuy nhiên, cỗ xe tăng Đức đã phải dừng bước ở bán kết sau khi để thua chủ nhà Pháp với tỉ số 0-2 bằng một cú đúp của tiền đạo Antoine Griezmann.

### World Cup 2018
Özil tiếp tục có tên trong danh sách 23 cầu thủ tham dự World Cup 2018 tại Nga mặc dù bị chỉ trích bởi Liên đoàn bóng đá Đức không lâu trước khi giải đấu diễn ra liên quan đến việc anh và İlkay Gündoğan chụp ảnh cùng với tổng thống Thổ Nhĩ Kỳ Recep Tayyip Erdoğan.
Anh ra sân trong trận mở màn của Đức tại Bảng F với Mexico nhưng thi đấu mờ nhạt và nhà đương kim vô địch World Cup đã phải rời sân với thất bại 1-0. Özil sau đó ngồi ngoài trận thắng Thụy Điển 2-1, nhưng được huấn luyện viên Joachim Löw cho đá chính trở lại ở trận quyết định gặp Hàn Quốc. Mặc dù cá nhân Özil được trang web thống kê Squawka đánh giá là cầu thủ chơi hay nhất trận bên phía tuyển Đức, với bảy lần tạo ra cơ hội cho đồng đội, đội tuyển Đức lần đầu tiên sau 80 năm bị loại ở vòng bảng World Cup sau thất bại 2-0 trước Hàn Quốc.
Sau World Cup 2018, Özil chính thức tuyên bố giã từ đội tuyển quốc gia sau 9 năm gắn bó, tổng cộng anh đã thi đấu 92 trận và ghi được 23 bàn thắng. Nguyên nhân được anh đưa ra khi chia tay đội tuyển Đức là sự phân biệt chủng tộc và thiếu tôn trọng quá nặng nề của công chúng, cũng như việc chủ tịch Liên đoàn bóng đá Đức Reinhard Grindel xem anh là vật tế thần cho thất bại của Đức tại World Cup 2018.

## Phong cách thi đấu
Özil thi đấu ở vị trí tiền vệ tấn công và nổi bật với khả năng kiến thiết bàn thắng của mình. Huấn luyện viên Mourinho đã nói về anh, "Cậu ấy là số 10 tuyệt nhất của bóng đá thế giới đương đại. Mọi người đều yêu quý cậu ấy, một người có sự pha lẫn của Luis Figo và Zinedine Zidane." Năm 2011, Özil xếp thứ nhất trong danh sách các chân chuyền thành bàn tại châu Âu với 25 lần. Năm 2012, anh đứng đầu La Liga về con số đường chuyền thành bàn là 17. Tại La Liga 2012-13, anh đứng đấu về chuyền bóng khi có nhiều đường chuyền quan trọng hơn cả bộ ba của Barcelona là Andrés Iniesta, Sergio Busquets và Cesc Fabregas cộng lại (78 so với 73). Khi Real Madrid bán Özil, đồng đội của anh Cristiano Ronaldo đã tỏ ra rất tức giận. Trong ba mùa giải bộ đôi này chơi cùng nhau ở Madrid, Ronaldo đã ghi được 27 bàn thắng từ những đường chuyền của Özil. Tiền vệ người Đức trở thành người làm bóng tốt nhất cho Ronaldo trong suốt sự nghiệp của anh cho tới tháng 9 năm 2013.
Ngoài khả năng kiến tạo, Özil cũng được đánh giá cao về kỹ thuật cá nhân. Huấn luyện viên đội tuyển Đức Joachim Löw khen Özil có những 'thời khắc thiên tài' và khả năng xử lý không bóng. Cựu danh thủ Ruud Gullit đánh giá Özil "kỹ thuật hoàn hảo" và "hoàn toàn kiểm soát được trái bóng" cũng như "đầy sáng tạo". Horst Hrubesch, huấn luyện viên đội tuyển U-21 Đức so sánh anh với Messi và gọi anh là Messi của đội Đức.
Tuy nhiên điểm yếu trong sự nghiệp thi đấu của Özil là khả năng dứt điểm và không ghi được nhiều bàn thắng. Ở đội tuyển Đức, anh được đánh giá là đôi khi chiếm được vị trí tốt nhưng lại dứt điểm không đủ mạnh.

## Cuộc sống cá nhân
Özil là người Đức gốc Thổ Nhĩ Kỳ thế hệ thứ ba. Anh đã nói về mình là sự kết hợp giữa hai dòng máu Đức và Thổ Nhĩ Kỳ "Kỹ thuật và cảm nhận của tôi với trái bóng trong một trận đấu thuộc về phần Thổ Nhĩ Kỳ. Kỷ luật, thái độ và sự cống hiến hết mình là đến từ phần người Đức." Tổ tiên của anh đến từ vùng Devrek, Zonguldak phía Tây Bắc Thổ Nhĩ Kỳ.
Özil là một tín đồ Hồi giáo. Anh thường đọc kinh Koran trước mỗi trận đấu và cầu nguyện. Tuy nhiên anh không thực hiện đầy đủ tháng chay Ramadan mà chỉ trong vài ngày để không ảnh hưởng đến thể lực.
Năm 2010, Özil nhận Giải thưởng Bambi cho tấm gương thành công của người nhập cư trong xã hội Đức. Năm 2013, anh ký hợp đồng quảng cáo với hãng dụng cụ thể thao Adidas.

## Thống kê sự nghiệp

### Câu lạc bộ
| Câu lạc bộ          | Mùa giải            | Giải vô địch        | Giải vô địch | Giải vô địch | Cúp quốc gia | Cúp quốc gia | Cúp liên đoàn | Cúp liên đoàn | Châu lục | Châu lục | Khác | Khác | Tổng cộng | Tổng cộng |
| Câu lạc bộ          | Mùa giải            | Hạng đấu            | Trận         | Bàn          | Trận         | Bàn          | Trận          | Bàn           | Trận     | Bàn      | Trận | Bàn  | Trận      | Bàn       |
| ------------------- | ------------------- | ------------------- | ------------ | ------------ | ------------ | ------------ | ------------- | ------------- | -------- | -------- | ---- | ---- | --------- | --------- |
| Schalke 04          | 2006–07             | Bundesliga          | 19           | 0            | 1            | 0            | 2             | 0             | 1        | 0        | —    | —    | 23        | 0         |
| Schalke 04          | 2007–08             | Bundesliga          | 11           | 0            | 1            | 1            | 0             | 0             | 4        | 0        | —    | —    | 16        | 1         |
| Schalke 04          | Tổng cộng           | Tổng cộng           | 30           | 0            | 2            | 1            | 2             | 0             | 5        | 0        | —    | —    | 39        | 1         |
| Werder Bremen       | 2007–08             | Bundesliga          | 12           | 1            | —            | —            | —             | —             | 2        | 0        | —    | —    | 14        | 1         |
| Werder Bremen       | 2008–09             | Bundesliga          | 28           | 3            | 5            | 2            | —             | —             | 14       | 0        | —    | —    | 47        | 5         |
| Werder Bremen       | 2009–10             | Bundesliga          | 31           | 9            | 5            | 0            | —             | —             | 10       | 2        | —    | —    | 46        | 11        |
| Werder Bremen       | 2010–11             | Bundesliga          | —            | —            | 1            | 0            | —             | —             | —        | —        | —    | —    | 1         | 0         |
| Werder Bremen       | Tổng cộng           | Tổng cộng           | 71           | 13           | 11           | 2            | —             | —             | 26       | 2        | —    | —    | 108       | 17        |
| Real Madrid         | 2010–11             | La Liga             | 36           | 6            | 6            | 3            | —             | —             | 11       | 1        | —    | —    | 53        | 10        |
| Real Madrid         | 2011–12             | La Liga             | 35           | 4            | 5            | 0            | —             | —             | 10       | 2        | 2    | 1    | 52        | 7         |
| Real Madrid         | 2012–13             | La Liga             | 32           | 9            | 8            | 0            | —             | —             | 10       | 1        | 2    | 0    | 52        | 10        |
| Real Madrid         | 2013–14             | La Liga             | 2            | 0            | —            | —            | —             | —             | —        | —        | —    | —    | 2         | 0         |
| Real Madrid         | Tổng cộng           | Tổng cộng           | 105          | 19           | 19           | 3            | —             | —             | 31       | 4        | 4    | 1    | 159       | 27        |
| Arsenal             | 2013–14             | Premier League      | 26           | 5            | 5            | 1            | 1             | 0             | 8        | 1        | —    | —    | 40        | 7         |
| Arsenal             | 2014–15             | Premier League      | 22           | 4            | 5            | 1            | 0             | 0             | 5        | 0        | 0    | 0    | 32        | 5         |
| Arsenal             | 2015–16             | Premier League      | 35           | 6            | 1            | 0            | 0             | 0             | 8        | 2        | 1    | 0    | 45        | 8         |
| Arsenal             | 2016–17             | Premier League      | 33           | 8            | 3            | 0            | 0             | 0             | 8        | 4        | —    | —    | 44        | 12        |
| Arsenal             | 2017–18             | Premier League      | 26           | 4            | 0            | 0            | 2             | 0             | 7        | 1        | 0    | 0    | 35        | 5         |
| Arsenal             | 2018–19             | Premier League      | 24           | 5            | 1            | 0            | 0             | 0             | 10       | 1        | —    | —    | 35        | 6         |
| Arsenal             | 2019–20             | Premier League      | 18           | 1            | 1            | 0            | 2             | 0             | 2        | 0        | —    | —    | 23        | 1         |
| Arsenal             | 2020–21             | Premier League      | 0            | 0            | 0            | 0            | 0             | 0             | 0        | 0        | 0    | 0    | 0         | 0         |
| Arsenal             | Tổng cộng           | Tổng cộng           | 184          | 33           | 16           | 2            | 5             | 0             | 48       | 9        | 1    | 0    | 254       | 44        |
| Fenerbahçe          | 2020–21             | Süper Lig           | 10           | 0            | 1            | 0            | —             | —             | —        | —        | —    | —    | 11        | 0         |
| Fenerbahçe          | 2021–22             | Süper Lig           | 22           | 8            | 0            | 0            | —             | —             | 4        | 1        | —    | —    | 26        | 9         |
| Fenerbahçe          | Tổng cộng           | Tổng cộng           | 32           | 8            | 1            | 0            | —             | —             | 4        | 1        | —    | —    | 37        | 9         |
| İstanbul Başakşehir | 2022–23             | Süper Lig           | 4            | 0            | 1            | 0            | —             | —             | 2        | 0        | —    | —    | 7         | 0         |
| Tổng cộng sự nghiệp | Tổng cộng sự nghiệp | Tổng cộng sự nghiệp | 427          | 73           | 50           | 8            | 7             | 0             | 116      | 16       | 5    | 1    | 598       | 98        |

1. ↑  Bao gồm DFB-Pokal, Copa del Rey, FA Cup, Turkish Cup
2. ↑  Bao gồm DFL-Ligapokal, Football League/EFL Cup
3. 1 2  Ra sân tại UEFA Cup
4. 1 2 3 4 5 6 7 8  Ra sân tại UEFA Champions League
5. ↑  4 lần ra sân tại UEFA Champions League, 8 lần ra sân tại UEFA Cup
6. 1 2 3 4  Ra sân tại UEFA Europa League
7. 1 2  Ra sân tại Supercopa de España
8. ↑  Ra sân tại FA Community Shield

### Quốc tế
| Đội tuyển quốc gia | Năm       | Trận | Bàn |
| ------------------ | --------- | ---- | --- |
| Đức                | 2009      | 7    | 1   |
| Đức                | 2010      | 14   | 2   |
| Đức                | 2011      | 9    | 5   |
| Đức                | 2012      | 13   | 6   |
| Đức                | 2013      | 9    | 3   |
| Đức                | 2014      | 10   | 1   |
| Đức                | 2015      | 8    | 0   |
| Đức                | 2016      | 13   | 3   |
| Đức                | 2017      | 5    | 1   |
| Đức                | 2018      | 4    | 1   |
| Tổng cộng          | Tổng cộng | 92   | 23  |

#### Bàn thắng quốc tế
Tỷ số và kết quả liệt kê tỷ số bàn thắng của Đức trước tiên, cột điểm cho biết điểm số sau mỗi bàn thắng của Özil.
|                              | Ngày                 | Địa điểm                                               | Đối thủ          | Bàn thắng | Kết quả | Giải đấu                      |
| ---------------------------- | -------------------- | ------------------------------------------------------ | ---------------- | --------- | ------- | ----------------------------- |
| 1.                           | 5 tháng 9 năm 2009   | BayArena, Leverkusen, Đức                              | Nam Phi          | 2–0       | 2–0     | Giao hữu                      |
| 2.                           | 23 tháng 6 năm 2010  | Soccer City, Johannesburg, Nam Phi                     | Ghana            | 1–0       | 1−0     | FIFA World Cup 2010           |
| 3                            | 8 tháng 10 năm 2010  | Sân vận động Olympic, Berlin, Đức                      | Thổ Nhĩ Kỳ       | 2–0       | 3–0     | Vòng loại UEFA Euro 2012      |
| 4                            | 7 tháng 6 năm 2011   | Sân vận động Cộng hòa Tofiq Bahramov, Baku, Azerbaijan | Azerbaijan       | 1–0       | 3–1     | Vòng loại UEFA Euro 2012      |
| 5                            | 2 tháng 9 năm 2011   | Veltins-Arena, Gelsenkirchen, Đức                      | Áo               | 2–0       | 6–2     | Vòng loại UEFA Euro 2012      |
| 6                            | 2 tháng 9 năm 2011   | Veltins-Arena, Gelsenkirchen, Đức                      | Áo               | 4–1       | 6–2     | Vòng loại UEFA Euro 2012      |
| 7                            | 11 tháng 10 năm 2011 | Esprit Arena, Düsseldorf, Đức                          | Bỉ               | 1–0       | 3–1     | Vòng loại UEFA Euro 2012      |
| 8                            | 15 tháng 11 năm 2011 | Volksparkstadion, Hamburg, Đức                         | Hà Lan           | 3–0       | 3–0     | Giao hữu                      |
| 9                            | 28 tháng 6 năm 2012  | Sân vận động Quốc gia, Warszawa, Ba Lan                | Ý                | 1–2       | 1–2     | UEFA Euro 2012                |
| 10.                          | 7 tháng 9 năm 2012   | AWD-Arena, Hanover, Đức                                | Quần đảo Faroe   | 2–0       | 3–0     | Vòng loại FIFA World Cup 2014 |
| 11.                          | 7 tháng 9 năm 2012   | AWD-Arena, Hanover, Đức                                | Quần đảo Faroe   | 3–0       | 3–0     | Vòng loại FIFA World Cup 2014 |
| 12.                          | 11 tháng 9 năm 2012  | Sân vận động Ernst Happel, Vienna, Áo                  | Áo               | 2–0       | 2–1     | Vòng loại FIFA World Cup 2014 |
| 13.                          | 12 tháng 10 năm 2012 | Sân vận động Aviva, Dublin, Ireland                    | Cộng hòa Ireland | 3–0       | 6–1     | Vòng loại FIFA World Cup 2014 |
| 14.                          | 16 tháng 10 năm 2012 | Sân vận động Olympic, Berlin, Đức                      | Thụy Điển        | 4–0       | 4–4     | Vòng loại FIFA World Cup 2014 |
| 15.                          | 10 tháng 9 năm 2013  | Tórsvøllur, Tórshavn, Quần đảo Faroe                   | Quần đảo Faroe   | 2–0       | 3-0     | Vòng loại FIFA World Cup 2014 |
| 16.                          | 11 tháng 10 năm 2013 | Sân vận động RheinEnergie, Cologne, Đức                | Cộng hòa Ireland | 3–0       | 3–0     | Vòng loại FIFA World Cup 2014 |
| 17.                          | 15 tháng 10 năm 2013 | Friends Arena, Solna, Thụy Điển                        | Thụy Điển        | 1–2       | 5–3     | Vòng loại FIFA World Cup 2014 |
| 18.                          | 30 tháng 6 năm 2014  | Sân vận động Beira-Rio, Porto Alegre, Brasil           | Algérie          | 2–0       | 2–1     | FIFA World Cup 2014           |
| 19.                          | 29 tháng 3 năm 2016  | Allianz Arena, München, Đức                            | Ý                | 4–0       | 4–1     | Giao hữu                      |
| 20.                          | 2 tháng 7 năm 2016   | Sân vận động Bordeaux mới, Bordeaux, Pháp              | Ý                | 1–0       | 1–1     | UEFA Euro 2016                |
| 21.                          | 31 tháng 8 năm 2016  | Borussia-Park, Mönchengladbach, Đức                    | Phần Lan         | 2–0       | 2–0     | Giao hữu                      |
| 22.                          | 4 tháng 9 năm 2017   | Mercedes-Benz Arena, Stuttgart, Đức                    | Na Uy            | 1–0       | 6–0     | Vòng loại FIFA World Cup 2018 |
| 23.                          | 2 tháng 6 năm 2018   | Sân vận động Wörthersee, Klagenfurt, Áo                | Áo               | 1–0       | 1–2     | Giao hữu                      |
| Cập nhật: 2 tháng 6 năm 2018 |                      |                                                        |                  |           |         |                               |

## Danh hiệu

### Câu lạc bộ

#### SV Werder Bremen
- DFB-Pokal: 
  - Vô địch: 2008–09[156]
  - Á quân: 2009–10[157]
- UEFA Europa League: Á quân 2008–09[158]

#### Real Madrid
- La Liga: 2011–12[159]
- Copa del Rey: 
  - Vô địch: 2010–11[160]
  - Á quân: 2012–13[161]
- Supercopa de España: 2012[162]

#### Arsenal
- FA Cup: 2013–14,[163] 2014–15,[164] 2016–17[165]
- FA Community Shield: 2015[166]
- EFL Cup: Á quân 2017–18[167]
- UEFA Europa League: Á quân 2018–19[168]

### Quốc tế

#### U-21 Đức
- UEFA European U-21 Championship: 2009[169]

#### Đức
- FIFA World Cup: 
  - Vô địch: 2014[170]
  - Hạng ba: 2010[171]

### Cá nhân
- Giải thưởng đội hình Bundesliga của năm do tạp chí kicker bình chọn: 2008–09[172]
- Tiền vệ tấn công của năm do tạp chí kicker bình chọn: 2010[173]
- Cầu thủ kiến tạo hàng đầu tại Ngoại hạng Anh: 2015–16[174]
- Cầu thủ bóng đá Đức của năm: 2011, 2012, 2013, 2015, 2016[175][176]
- Đội hình tiêu biểu Giải vô địch bóng đá châu Âu: 2012[177]
- Đội hình tiêu biểu trong năm của UEFA: 2012, 2013[178][179]
- Giải thưởng Truyền thông Laureus: 2014[180][181]
- Cầu thủ PFA xuất sắc nhất tháng do người hâm mộ bình chọn: Tháng 4, tháng 11, tháng 12 năm 2015[182][183]
- Giải thưởng Đại sứ bóng đá Đức: 2015[184]
- Cầu thủ xuất sắc nhất mùa giải của Arsenal: 2015-16[185]
- Cầu thủ Đức xuất sắc nhất ở nước ngoài do tạp chí kicker bình chọn: 2016[186]